# Sinsemilla
Sinsemilla – trzeci album studyjny Black Uhuru, jamajskiej grupy muzycznej wykonującej roots reggae.
Płyta została wydana w roku 1980 przez Mango Records, oddział brytyjskiej wytwórni Island Records; na Jamajce ukazała się natomiast nakładem labelu Taxi Records należącego do grających z zespołem Lowella "Sly" Dunbara i Robbiego Shakespeare’a. Oni też zajęli się produkcją krążka. Nagrania zostały zarejestrowane w studiu Channel One w Kingston. Album doczekał się dwóch reedycji na CD, wydanych przez Mango w roku 1990 oraz przez Island w roku 2003.

## Lista utworów

### Strona A
1. "Happiness"
2. "World Is Africa"
3. "Push Push"
4. "There Is Fire"

### Strona B
1. "No Loafing (Sit And Wonder)"
2. "Sinsemilla"
3. "Endurance"
4. "Vampire"

### Dodatkowe utwory w reedycji z roku 2003
1. "Sinsemilla" (discomix)
2. "Guess Who's Coming To Dinner" (discomix)

## Muzycy

### Black Uhuru
- Michael Rose - wokal
- Duckie Simpson - chórki
- Puma Jones - chórki

### Instrumentaliści
- Radcliffe "Dougie" Bryan - gitara
- Bertram "Ranchie" McLean - gitara
- Robbie Shakespeare - gitara basowa
- Sly Dunbar - perkusja
- Uziah "Sticky" Thompson - perkusja
- Ansel Collins - fortepian, organy
- Jimmy Becker - harmonijka

### Gościnnie
- Stevie Wonder - pianino w utworze "No Loafing"